# خشكدرة (مقاطعة كلاردشت)
خشكدرة (بالفارسية: خشک‌دره) هي قرية تقع في قسم بيرون‌بشم الريفي (مقاطعة كلاردشت) في إيران. يقدر عدد سكانها بـ 74 نسمة بحسب إحصاء 2016.